# Carea roseotincta
Carea roseotincta är en fjärilsart som beskrevs av Walter Karl Johann Roepke 1938. Carea roseotincta ingår i släktet Carea och familjen trågspinnare. Inga underarter finns listade i Catalogue of Life.